# Chusaris microlepidopteronis
Chusaris microlepidopteronis är en fjärilsart som beskrevs av Embrik Strand 1920. Chusaris microlepidopteronis ingår i släktet Chusaris och familjen nattflyn. Inga underarter finns listade i Catalogue of Life.